# Pagriella
Pagriella là một chi bọ cánh cứng trong họ Chrysomelidae.
Chi này được miêu tả khoa học năm 1993 bởi Medvedev.

## Các loài
Chi này gồm các loài:
- Pagriella marginata Medvedev, 1993